# Ліга Магнус
Чемпіонат Франції з хокею (фр. Championnat de France de hockey sur glace або Ліга Магнус фр. Ligue Magnus) — найвищий дивізіон чемпіонату Франції з хокею з шайбою; організований Французькою хокейною федерацією.

## Історія
До Першої світової війни в чемпіонаті домінував столичий клуб «Патінер де Парі». У 1920-х роках сім разів поспіль чемпіоном став «Шамоні».
До початку Другої світової війни знову домінували столичні команди, а під час війни «Шамоні» повернув собі титул чемпіона. 
З 1950-х по 1970-і панування хокеїстів з «Шамоні» переривали столичні команди, зокрема, «Університет Клуб», «Расінг Клуб» і АСББ, а також ліонський «Патінер Ліонне».
У 1980-х роках у чемпіонаті переважно перемагали «Сен-Жерве» і «Гап».
З 1990-х років за титул чемпіона ведуть боротьбу команди з Гренобля, Межева, Руана та Бреста. У 2000 і 2002 роках переможцями ставали гравці «Реймса».
У сезонах 2000-х років хокеїсти з Руана виграли десять чемпіонатів з шістнадцяти, наразі конкуренцію руанцям складає Гренобль з яким вони почергово виграють золото у 2020-х роках.

## Історичні назви
- 1906–1930: Чемпіонат Франції
- 1930–1973: 1-ша серія
- 1973–1975: Серія А
- 1975–1985: Насьйональ A
- 1985–1990: Насьйональ 1A
- 1990–1991: Національна ліга
- 1991–1992: Еліт Ліга
- 1992–1994: Насьйональ 1
- 1994–1996: Еліт Ліга
- 1996–1997: Насьйональ 1A
- 1997–2002: Еліт Ліга
- 2002–2004: Супер 16
- з 2004: Ліга Магнус

## Формат
У чемпіонаті беруть участь 12 команд, які проводять між собою по чотири матчі на першому етапі. На другому етапі в плей-оф вісімка найкращих клубів виявляють чемпіона Франції.

## Список чемпіонів
- 1907 : СК Ліон
- 1908 : Патінер де Парі
- 1912 : Патінер де Парі
- 1913 : Патінер де Парі
- 1914 : Патінер де Парі
- 1915 — 1919 : Не грали через Першу світову війну
- 1920 : Айс Скейтінг Клуб (Париж)
- 1921 : Спорт д'Івер (Париж)
- 1922 : Спорт д'Івер (Париж)
- 1923 : Шамоні
- 1925 : Шамоні
- 1926 : Шамоні
- 1927 : Шамоні
- 1929 : Шамоні
- 1930 : Шамоні
- 1931 : Шамоні
- 1932 : Стад Франсе
- 1933 : Стад Франсе
- 1934 : Рапідес
- 1935 : Стад Франсе
- 1936 : Рапід де Парі
- 1937 : Рапід де Парі
- 1938 : Рапід де Парі
- 1939 : Шамоні
- 1941 : Фінал між Бріансон і Університет Клуб
не відбувся через Другу світову війну
- 1942 : Шамоні
- 1944 : Шамоні
- 1946 : Шамоні
- 1949 : Шамоні
- 1950 : Расінг Клуб (Париж)
- 1951 : Расінг Клуб (Париж)
- 1952 : Шамоні
- 1953 : Університет Клуб
- 1954 : Шамоні
- 1955 : Шамоні
- 1956 : Патінер Ліонне (Ліон)
- 1957 : АСББ (Париж)
- 1958 : Шамоні
- 1959 : Шамоні
- 1960 : АСББ (Париж)
- 1961 : Шамоні
- 1962 : АСББ (Париж)
- 1963 : Шамоні
- 1964 : Шамоні
- 1965 : Шамоні
- 1966 : Шамоні
- 1967 : Шамоні
- 1968 : Шамоні
- 1969 : Сен-Жерве
- 1970 : Шамоні
- 1971 : Шамоні
- 1972 : Шамоні
- 1973 : Шамоні
- 1974 : Сен-Жерве
- 1975 : Сен-Жерве
- 1976 : Шамоні
- 1977 : Гап
- 1978 : Гап
- 1979 : Шамоні
- 1980 : Тур
- 1981 : Гренобль
- 1982 : Гренобль
- 1983 : Сен-Жерве
- 1984 : Межев
- 1985 : Сен-Жерве
- 1986 : Сен-Жерве
- 1987 : Монблан
- 1988 : Монблан
- 1989 : Франсе Волан Париж
- 1990 : Руан
- 1991 : Гренобль
- 1992 : Руан
- 1993 : Руан
- 1994 : Руан
- 1995 : Руан
- 1996 : Брест
- 1997 : Брест
- 1998 : Гренобль
- 1999 : Ам'єн
- 2000 : Реймс
- 2001 : Руан
- 2002 : Реймс
- 2003 : Руан
- 2004 : Ам'єн
- 2005 : Мюлуз
- 2006 : Руан
- 2007 : Гренобль
- 2008 : Руан
- 2009 : Гренобль
- 2010 : Руан
- 2011 : Руан
- 2012 : Руан
- 2013 : Руан
- 2014 : Бріансон
- 2015 : Гап
- 2016 : Руан
- 2017 : Гап
- 2018 : Руан
- 2019 : Гренобль
- 2020 : чемпіонат не дограли через пандемію COVID-19
- 2021 : Руан
- 2022 : Гренобль
- 2023 : Руан
- 2024 : Руан
- 2025 : Гренобль

## По клубах і за роками
| М  | Клуб                     | Перемог | Переможні роки |
| -- | ------------------------ | ------- | --- |
| 1  | Шамоні                   | 30      | 1923, 1925, 1926, 1927, 1929, 1930, 1931, 1939, 1942, 1944, 1946, 1949, 1952, 1954, 1955, 1958, 1959, 1961, 1963, 1964, 1965, 1966, 1967, 1968, 1970, 1971, 1972, 1973, 1976, 1979 |
| 2  | Руан                     | 18      | 1990, 1992, 1993, 1994, 1995, 2001, 2003, 2006, 2008, 2010, 2011, 2012, 2013, 2016, 2018, 2021, 2023, 2024                                                                         |
| 3  | Гренобль                 | 9       | 1981, 1982, 1991, 1998, 2007, 2009, 2019, 2022, 2025 |
| 4  | Патінер де Парі          | 7       | 1908, 1912, 1913, 1914, 1920, 1921, 1922 |
| 5  | Сен-Жерве                | 6       | 1969, 1974, 1975, 1983, 1985, 1986 |
| 6  | Франсе Волан Париж       | 4       | 1936, 1937, 1938, 1989 |
|    | Гап                      | 4       | 1977, 1978, 2015, 2017 |
|    | Стад Франсе (Париж)      | 4       | 1932, 1933, 1934, 1935 |
| 9  | АСББ (Париж)             | 3       | 1957, 1960, 1962 |
| 10 | Брест                    | 2       | 1996, 1997 |
|    | Монблан                  | 2       | 1987, 1988 |
|    | Расінг Клуб (Париж)      | 2       | 1950, 1951 |
|    | Реймс                    | 2       | 2000, 2002 |
|    | Ам'єн                    | 2       | 1999, 2004 |
| 15 | Межев                    | 1       | 1984 |
|    | Патінер Ліонне (Ліон)    | 1       | 1956 |
|    | СК Ліон                  | 1       | 1907 |
|    | Тур                      | 1       | 1980 |
|    | Університет Клуб (Париж) | 1       | 1953 |
|    | Мюлуз                    | 1       | 2005 |
|    | Бріансон                 | 1       | 2014 |